# La siesta de un fauno (ballet)

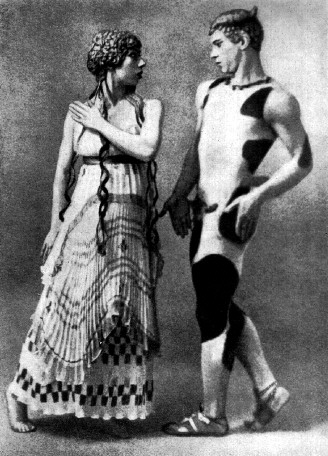
Nelídova y Nijinski en La siesta de un fauno; foto de Adolf de Meyer, 1912

La siesta de un fauno es un ballet en un acto con coreografía de Vaslav Nijinski sobre el poema sinfónico de Debussy Preludio a la siesta de un fauno, inspirado en el poema de Mallarmé L'après-midi d'un faune, y con escenografía y vestuario de Léon Bakst. Fue estrenado en París el 29 de mayo de 1912 durante la temporada de los Ballets Rusos de Serguéi Diáguilev en el Teatro del Châtelet. Nijinski creó el papel del Fauno rodeado de siete ninfas encabezadas por Lydia Nelídova.

## Libreto
En una tarde de verano, un Fauno sestea tocando la flauta y observa indolente desde su atalaya a las ninfas que han salido del bosque a tomar un baño. El Fauno se acerca a las ninfas y estas huyen asustadas. Una de ellas queda rezagada y juguetea con él antes de huir también. El Fauno recoge el velo que la ninfa ha dejado caer y se retira con él a su montículo, lo extiende en el suelo y se echa sobre él.

## Génesis y recepción

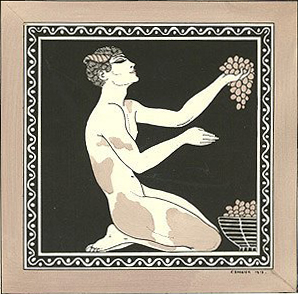
Nijinski en "La siesta de un fauno" por George Barbier, 1913

El origen de este ballet se sitúa a finales de 1910 y comienzos de 1911, cuando Diáguilev y sus colaboradores discutían nuevas creaciones para la temporada de primavera en París. Se hallaban en preparación dos proyectos de Fokine de estética clasicista, Narcisse y Daphnis et Chloé. Nijinski, que participaba en las discusiones, deseaba por entonces demostrar sus capacidades como coreógrafo y, con su hermana Bronislava, estaba trabajando en un "poema bailado" inspirado en los frisos egipcios y griegos para el que había inventado pasos y movimientos hieráticos y angulares que evitaban la frontalidad. Cuando a principios de 1911 los hermanos Nijinski mostraron a Diáguilev el resultado de su trabajo, este dio su aprobación y propuso el Preludio a la siesta de un fauno de Debussy como fondo musical para el ballet. El escenógrafo Léon Bakst subrayó con sus bocetos para el vestuario y la escenografía la estética bucólica clasicista.
El estreno de La siesta de un fauno, el 29 de mayo de 1912 en el Théâtre du Châtelet de París, fue memorable por el impacto estético que produjo el concepto de danza propuesto por Nijinski, que se alejaba del ballet clásico y se acercaba a la danza expresiva como la propugnaban entonces Isadora Duncan y Émile Jaques-Dalcroze. En efecto, la coreografía de Nijinski prescindía del vocabulario del ballet clásico y del característico nexo riguroso entre música y movimiento que lo rige. Pero esta libertad, que en la opinión de algunos (entre ellos el mismo Debussy) no hacía justicia a la música, fue bien aceptado por el público del estreno, como también aceptó que las ninfas llevaran túnicas sueltas y sandalias y que el Fauno apareciera medio desnudo con unas mallas color carne cubiertas con grandes manchas oscuras. El escándalo lo provocó el último movimiento del Fauno/Nijinski echándose voluptuosamente sobre el velo de la ninfa, que fue entendido como un gesto provocador y explícitamente sexual. La voz más escandalizada por este "erotismo bestial" fue la del director del diario Le Figaro, Gaston Calmette, que con su crítica estridente desencadenó una verdadera batalla de principios en la que participaron artistas como el escultor Rodin, el pintor Odilon Redon y otros defensores de la libertad artística. Tanto el escándalo como la batalla de opiniones contribuyeron al enorme éxito de taquilla del ballet de Nijinski.
La siesta de un fauno es una de las obras clave del repertorio de los Ballets Rusos tanto por el impacto inmediato que tuvo en su momento como por sus efectos posteriores sobre la estética de la danza. Se mantuvo vivo en reposiciones como la de Serge Lifar de 1935 para la Ópera de París y la de Marie Rambert de 1949, en la que Jean Babilée interpretó el Fauno. Jerome Robbins reinventó la pieza recuperando el vocabulario clásico en su paso a dos Afternoon of a Faun estrenado por el New York City Ballet el 14 de mayo de 1953 con Tanaquil Le Clercq y Francisco Monción. En 1991, la Ópera de París presentó en un programa dedicado a los Ballets Rusos de Diáguilev una reconstrucción fiel de La siesta de un fauno de Nijinski con Charles Jude y Marie-Claude Pietragalla en los papeles principales.